# بافارولو
بافارولو هي بلدة تقع في بييمونتي،إيطاليا.